# ألبيزيا عطرية
ألبيزيا عطرية شجرة تنمو في المناطق المعتدلة والمدارية تنتمي إلى جنس الألبيزيا من الفصيلة البقولية وتعتبر شجرة كثيفة الظلال وسريعة النمو ويتراوح أرتفاعها بين 15-25 مترا وموطنها الأصلي هو جنوب شرق اسيا والهند والصين أحيانا يتم الخلط بينها وبين شجرة ذقن الباشا (اللبخ) وهي تحب التربة الخفيفة الخصبة وهي يمكنها أن تنمو في الفقيرة أيضا

## الوصف
تعتبر هذه الشجرة شجرة سريعة النمو يبلغ قطرها 120-150 سم ويتراوح طوله ما بين 15-25 متر لون
أزهارها بيضاء تظهر على شكل عناقيد طرفية يبدأ تغير لون الزهور من الأبيض الي البرتقالي الشاحب ثم تظهر القرون ورائحتها شديدة على عكس شجرة ذقن الباشا التي تكون أزهارها صفراء وتتميز أزهار الألبيزيا العطرية بكثرة أسديتها ولها خمس بتلات وتظهر الزهور في شهري مارس وأبريل
ولون البذور بني وهي ذات قشرة رقيقة مما يسهل عملية أنبات الجذور وتشبه البذور بذور الكتان وساقها خشبية أو شبه خشبية لون أخشابها مخطط ولذلك أخشابها رديئة وأوراقه ريشية جميلة الشكل تحتوي كل ريشة علي حوالي 30 وريقة لون الوريقة من الأعلي أخضر داكن ومن الأسفل باهت اللون ويزيد عدد الوريقات في الريشة كلما زاد العمر حتي تصل الي حد معين أما الجذور فهي الحجم والطول مقارنة بطول الساق مهما كان عمر الشجرة وايضا جذورها تمتد علي مساحات واسعة علي سطح التربة مما يزيد من مساحة سطح الأمتصاص أما القرون فهي تظهر في عناقيد طرفية كبيرة القرون غير الناضجة يكون لونها أخضر فاتح بينما الناضجة يكون لونها بني محمر وهي رقيقة ومستطحة طولها يتراوح بين 13-20 سم وتحتوي علي 8-12 بذرة تزن كل منها حوالي 0.05 جرام

## الموطن
تنمو هذه الشجرة في المناطق المدارية وتنمو أحيانا في المناطق المعتدلة الدفيئة وموطنها الأصلي هو جنوب شرق اسيا والهند والصين

## العيوب .. معلومات غير دقيقه وفق تجارب
أحيانا تكون غير مرغوب فيها لأنها شرهة للماء كثيفة الظلال وجذورها تمتد لمسافات طويلة علي سطح التربة ولذلك لايمكن زراعة أي شجرة أخرى بالقرب منها وقد تضر بالمنشأت وإذا قطعت ساقها الرئيسية وظلت جذورها سليمة فسوف تنمو علي هيئة مجموعة من الأشجار ولذلك يجب أزالة الجذور عند أقتلاع شجرة ضخمة

## الاهمية
رغم ذلك هي شجرة مفيدة لأنها تتحمل الجفاف والأفات ودائمة الخضرة كثيفة الظلال حسنة المظهر وشكل ازهارها ذات الرائحة القوية غير المستحبة جميل ولذلك تزرع للزينة والظلال وتعد شجرة مناسبة لتزيين جوانب الطرقات وهي مستحبة عن الفيكس لان الغبار لايتجمع علي أوراقها كما في الفيكس الذي يعد غير متساقط الأوراق كما أنها سريعة النمو وأوراقها ريشية جميلة الشكل زاهية اللون اما أوراق الفيكس فهي رمحية غير جذابة كما أن زهرتها بيضاء كثيرة الأسدية والفيكس غير ذلك أطلاقا كما أن طريقة أكثارها سهلة (بالبذور) عكس الفيكس الذي يتكاثر بالعقل الساقية التي يفضل أن يكون سمكها مساويا لسمك القلم الرصاص في صوبات زجاجية

## القيمة الأقتصادية
ليس لأخشابها قيمة أقتصادية كبيرة لأن أخشابها لا تصلح لأي نوع من الأستخدام وهي تزرع للظل والزينة وأوراقها تصلح كعلف للماشية

## المخاطر
يعد النوع عرضة للتدهور الوراثي بسبب القطع الجائر للأشجار العالية ظاهريا لأغراض تجارية

## طريقة الزراعة والرعاية
زراعة هذه الشجرة ليست صعبة اطلاقا فالشجرة لا تحتاج رعاية خاصة فقط تحتاج بذور ناضجة أخذت من الشجرة مباشرة وتزرع هذه البذور في تربة خفيفة وتنمو في وقت قصير المدي ثم تنقل مبكرا الي المكان الذي ستستقل فيه ويجب أن تحظي الشجرة بالرعاية الكاملة اثناء صغرها وذلك بالري يوميا إذا كانت في تربة رملية وهي لا تمانع بذلك إذا كانت في تربة طينية وتصلح زراعتها في تربة فقيرة ويجب حمايتها من الرياح الشديدة حتي لا نتمو وهي مائلة في أتجاه معين وإذا مالت فيجب أن تعدل في الحال ويجب أن تحاط ساق الشجرة بكمية كبيرة من التراب حتي لا تخرج المياة في الجانب المخفض بعيدا عن الشجرة وعند نقل الشجرة فيفضل أن يكون ذلك في الربيع نظرا للظروف البيئية والمناخية ورغم أن الأشجار البالغة تتحمل الجفاف فالأشجار الصغيرة يجب المداومة عليها بالمياه وأثناء النمو يجب قص الأغصان السفلية حتي يزداد طول الشجرة ولأن الأغصان السفلية تضعف الشجرة وتأخذ كمية كبيرة من الغذاء

## تسميات أخرى
الأسم العلمي لها هو Albizia odoratissima
والأسم النموذجي لها باللغة العربية هو الألبيزيا العطرية
وتسمي في كثير من المناطق بالخطأ ذقن الباشا أو اللبخ ومع أن هذان الأسمان يعودان لشجرة أخرى
قد تسمي أيضا باسم ألبيزيا أودوراتيسيما
وتسمي أيضا بالألبيزيا شديدة الرائحة

## معرض الصور

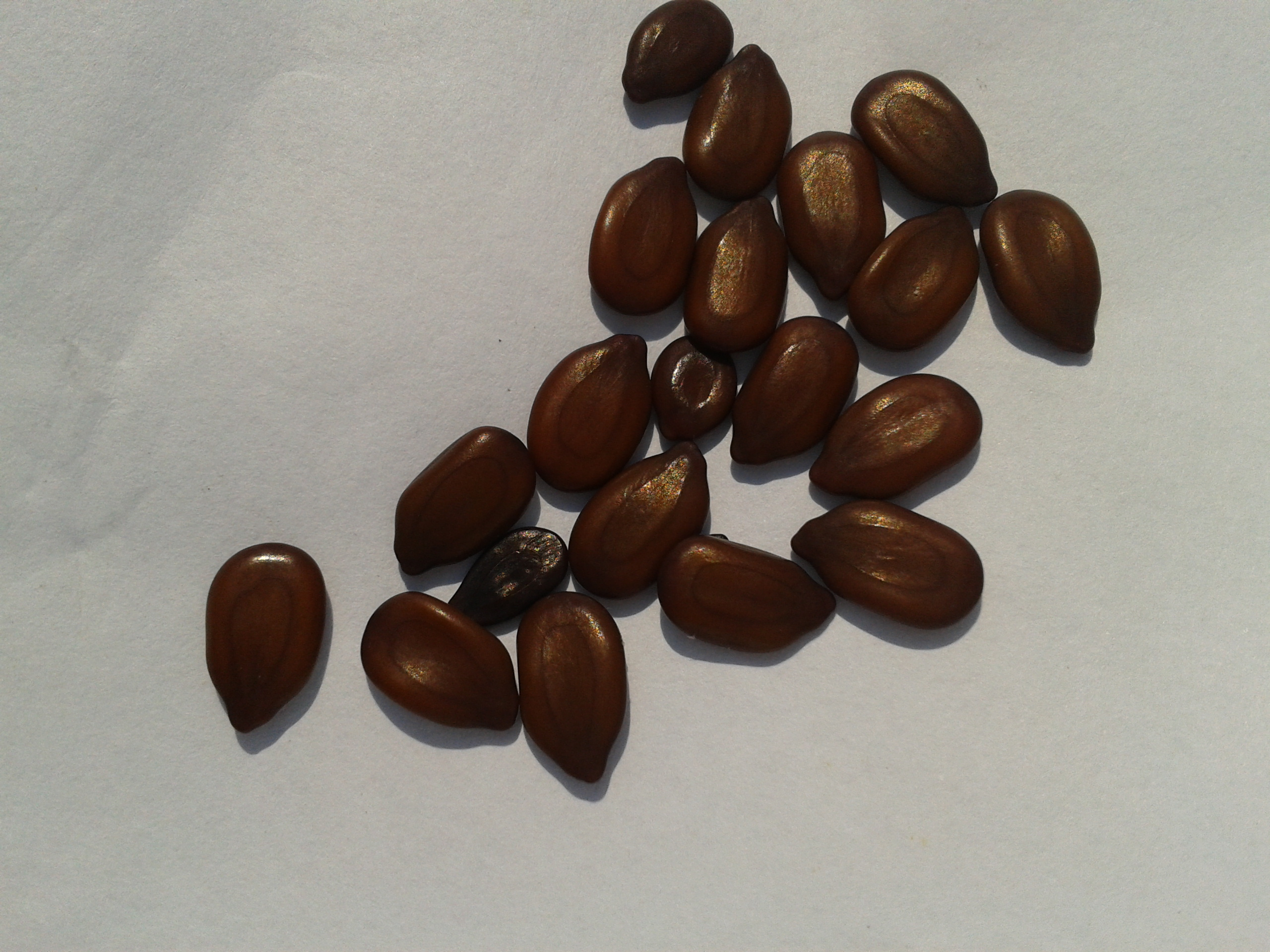
بذور الألبيزيا العطرية
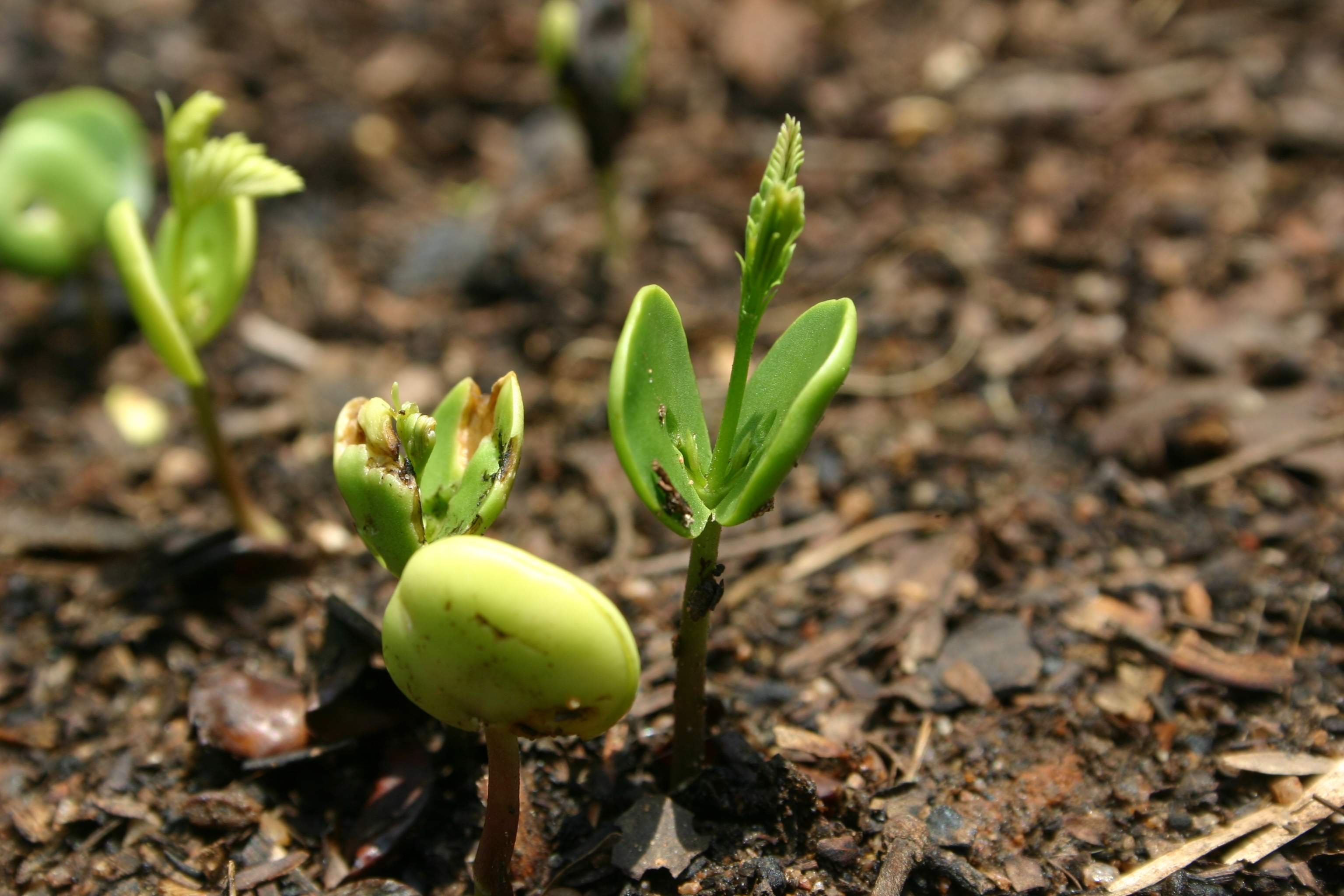
نمو البذور
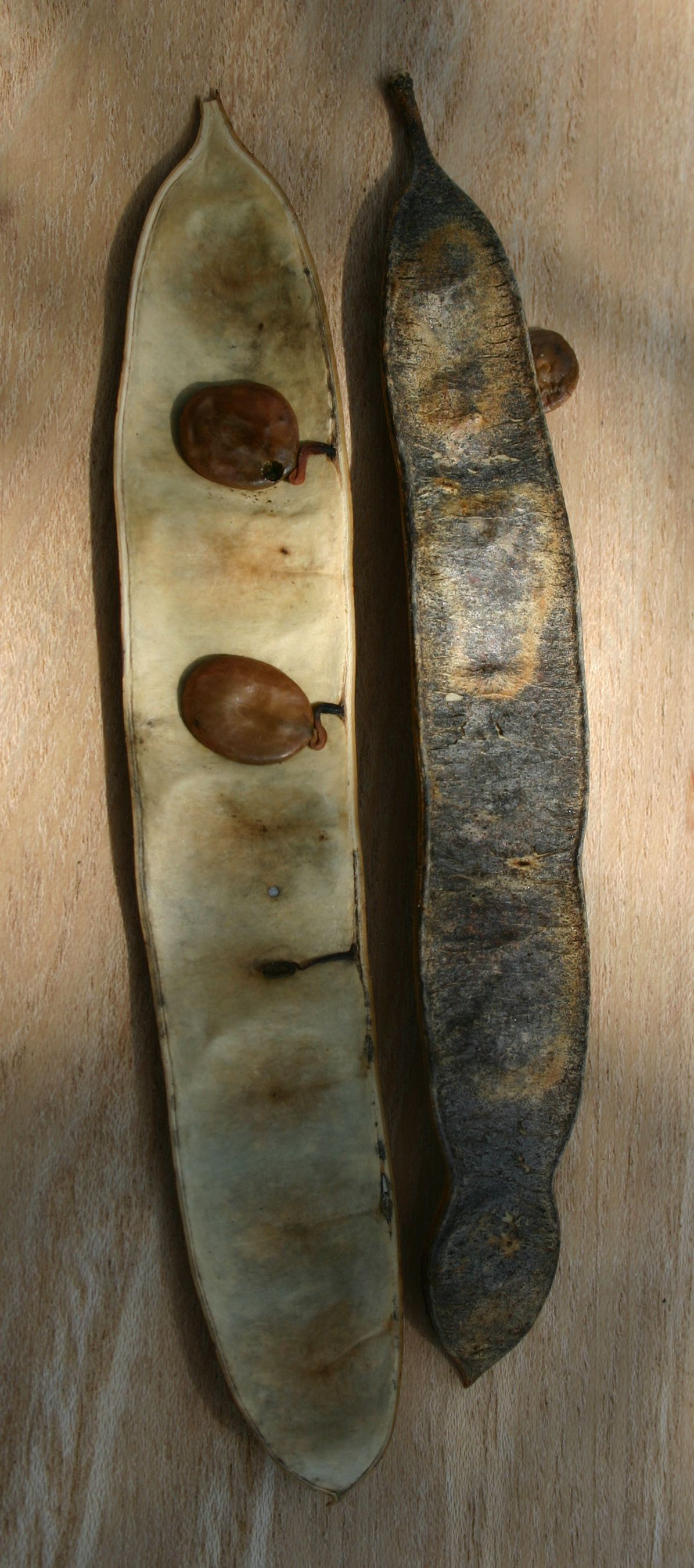
قرون ناضجة
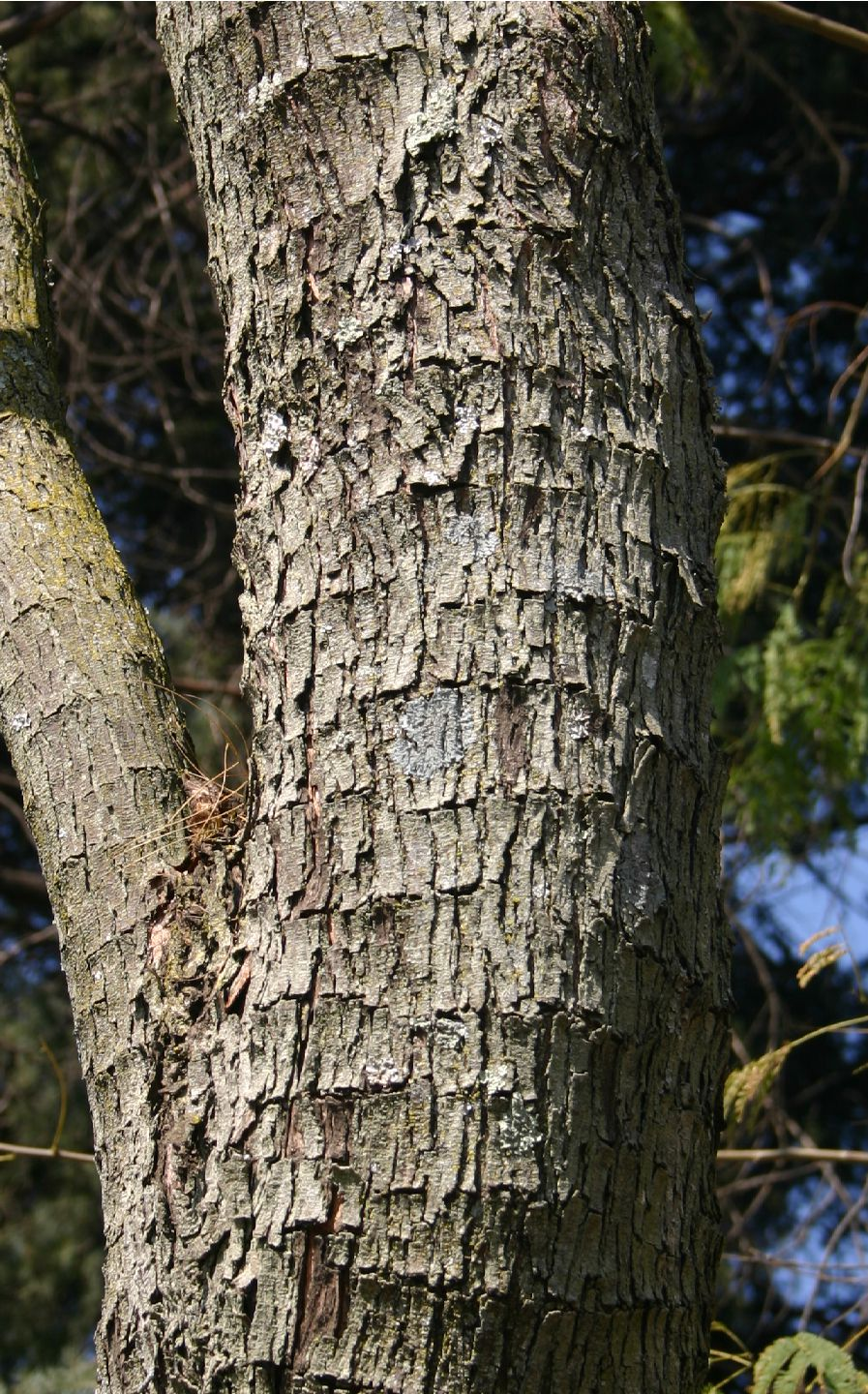
ساق شجرة بالغة